# Iassus scutellaris
Iassus scutellaris är en insektsart som beskrevs av Franz Xaver Fieber 1868. Iassus scutellaris ingår i släktet Iassus och familjen dvärgstritar. Utöver nominatformen finns också underarten I. s. purpuratus.